# Marte Michelet
Marte Brekke Michelet, född 26 maj 1975 i Oslo, är en norsk journalist och författare.

## Biografi
Michelet var ordförande i partiet Rødts ungdomsorganisation Rød Ungdom 1996–1998.  
Åren 2002–2003 var hon redaktör i närradiokanalen radiOrakel i Oslo 2002–2003 och därefter programledare och reporter i Norsk rikskringkasting. Mellan 2006 och 2014 arbetade hon som ledarskribent på Dagbladet. Hon har skrivit mycket om feminism, invandring, integration och asylpolitik.  
År 2014 debuterade hon som författare med Den største forbrytelsen – Ofre og gjerningsmenn i det norske Holocaust, som senare fick Bragepriset 2014 i kategorin sakprosa.  Boken handlar om judedeportationerna från Norge under tyska ockupationen 1940–1945. Boken följer två huvudsakliga spår: Offren och gärningsmännen. Man får följa den judiska familjen Braude från deras flykt från Litauen till Oslo i början av 1900-talet undan förföljelse och hur sedan deras fyra barn tillsammans med sammanlagt 772 norska judar deporteras till Auschwitz, där 34 överlever, dock inget av syskonen Braude. Hon följer även Stian Bech junior som deltog i en av de värsta SS-brigaderna vid östfronten innan han kom hem till Oslo, väl medveten om de storskaliga massmord som skedde. Hon beskriver Förintelsen som ett fanatiskt och passionerat projekt, som blev möjligt genom de vanliga människornas likgiltighet.
År 2018 gav hon ut Hva visste hjemmefronten, som problematiserar uppfattningen att "judeaktionen" den 26 oktober 1942 skulle kommit som en blixt från klar himmel, och hävdar att ledande män inom den norska exilregeringen och motståndsrörelsen i själva verket var likgiltiga inför sina judiska landsmäns öde och att detta sopats under mattan av lojala historiker efter kriget. Boken vållade stor uppståndelse i Norge och följdes upp av en "motbok" 2020, som i sin tur 2021 fått en "svarsbok" författad av Michelet.

### Familj
Marte Michelet är dotter till författaren Jon Michelet och Toril Brekke samt halvsyster till författaren Tania Michelet. Hon har varit sambo med den svenske politikern Ali Esbati, som hon har en dotter med.